# Colle di Prè
Il Colle di Pré (o Colle di Pre, 715 m) è un valico alpino che collega la Val Chisola con la conca di Sangano.

## Descrizione
Il colle si trova sullo spartiacque tra i bacini del Chisola e la breve conca compresa tra il Monte San Giorgio e la Pietraborga e aperta sulla pianura. Il valico si apre tra il Truc le Creste (a ovest) e i Rôcàs. È raggiunto sul versante meridionale da una strada sterrata che parte dalla frazione Campetto (Piossasco). Sul lato settentrionale del colle la stradina prosegue verso le Prese di Piossasco (inferiori e superiori) e le Prese di Sangano, piccoli gruppi da edifici tradizionalmente usati a scopi agricoli durante l'estate. Poco a nord-ovest del punto di valico si trova la malandata cappella della Madonna della Neve.

## Ambiente
La zona del colle è coperta da fitti boschi; le specie prevalenti sono il faggio e il castagno. Geologicamente le rocce prevalenti sono le pietre verdi.

## Escursionismo
A partire dalla Colle di Pré è possibile raggiungere con una breve camminata la vicina cima della Montagnazza e quella dei Rôcàs. Altri sentieri collegano il colle con Piossasco, Sangano, la Pietraborga e la zona montana di Trana.

## Ciclismo
Il Colle di Prè è una nota salita per mountain bike, che può essere inserita in vari anelli che comprendono la salita al Monte San Giorgio, il centro di Piossasco e la chiesa di San vito.